# Jatropha curcas
Jatropha curcas o pinyó de l'Índia és una planta de la família de les euforbiàcies. És l'única espècie del gènere Jatropha.

## Descripció
La Jatropha curcas és una planta oleaginosa que creix en forma d'arbust. És originària d'Amèrica Central, encara que avui dia s'ha expandit arreu del món.

## Propietats
El seu fruit, o pinyó de l'Índia, pot ser verinós per als humans, però en dosi moderada té propietats medicinals, com a purgatiu entre d'altres. El pinyó conté oli, que pot fer-se servir per produir carburant, sabó i espelmes.

## Galeria

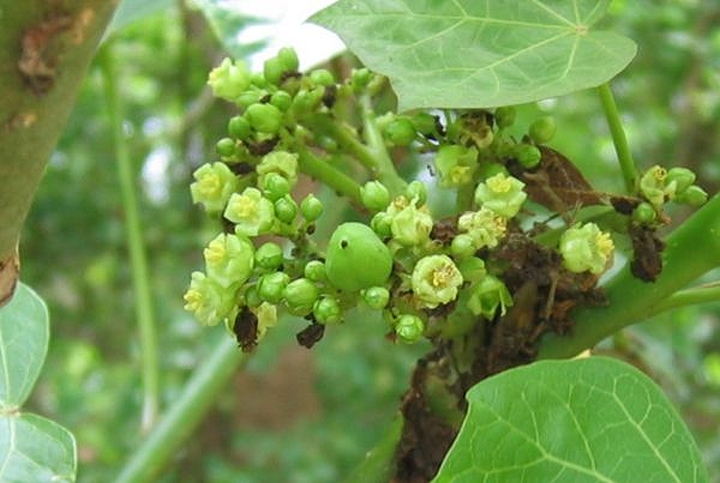
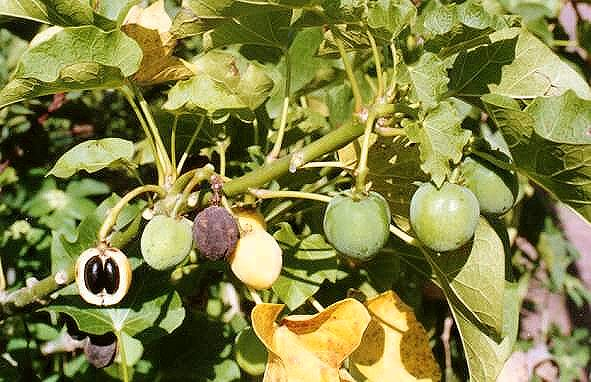
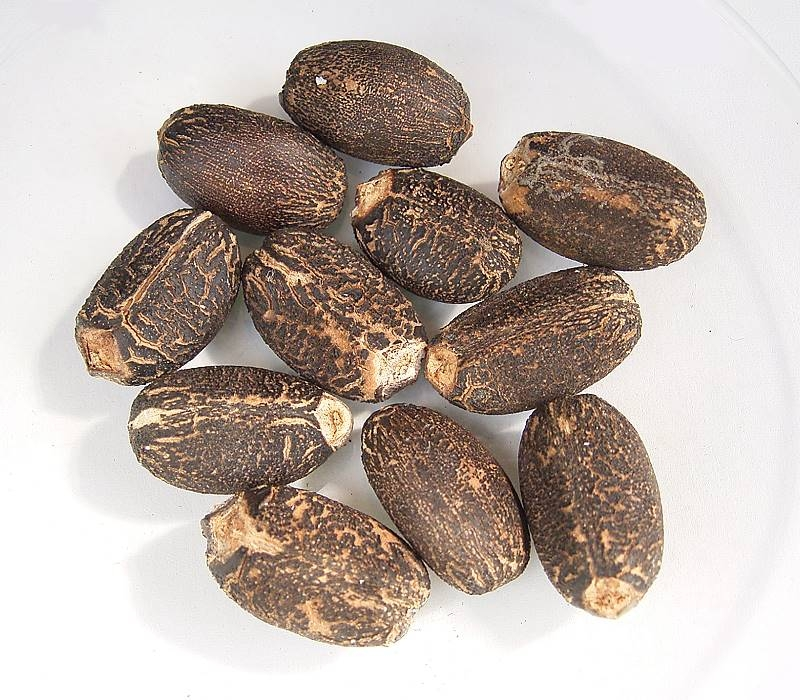